# Икар (проект)
Икар — теоретическая разработка, направленная на изучение возможности создания межзвёздного космического корабля с термоядерным двигателем, которая впоследствии могла бы лечь в основу проектирования непилотируемой миссии. Проект осуществляется под руководством фонда Tau Zero и Британского межпланетного общества. Предшественником «Икара» был проект «Дедал», разрабатывавшийся между 1973 и 1978 годами.
Работа над проектом «Икар» началась 30 сентября 2009 года, его завершение назначено на 2014 год. Разработка осуществляется международной группой из двадцати ученых и инженеров. Предполагается спроектировать двигательную установку, основанную на термоядерной реакции, и способную обеспечить разгон корабля до 10—20 % от скорости света.
В ходе работ многие системы «Дедала» будут полностью пересмотрены и, в целом, проект «Икар» должен стать самостоятельной разработкой с небольшим количеством элементов «Дедала».